# George Mehnert
George Nicholas Mehnert (Newark, 3 novembre 1881 – Newark, 8 luglio 1948) è stato un lottatore statunitense.
Partecipò alle gare di lotta dei pesi mosca ai Giochi olimpici di Saint Louis 1904, dove riuscì a vincere la medaglia d'oro. Quattro anni dopo, vinse la medaglia d'oro nella categoria pesi gallo ai Giochi di Londra 1908.

## Palmarès
In carriera ha conseguito i seguenti risultati:
- Giochi olimpici

St. Louis 1904: una medaglia d'oro nella lotta libera categoria pesi mosca.
Londra 1908: una medaglia d'oro nella lotta libera categoria pesi gallo.